# Tom Sharpe
Thomas Ridley Sharpe, más conocido como Tom Sharpe (Londres, 30 de marzo de 1928 - Llafranch, Gerona, 6 de junio de 2013), fue un escritor británico especializado en novela humorística, quien también se desempeñó como profesor y fotógrafo.

## Biografía
Nació en Londres en 1928 y su infancia y juventud estuvieron marcadas por una rabia crónica. Su madre enferma no se podía ocupar de él. Su padre, un párroco británico de la iglesia anglicana, pasó del socialismo al nacionalsocialismo. 
Tras estudiar Historia en la Universidad de Cambridge y realizar el servicio militar en la Marina Real británica, se trasladó a Sudáfrica en 1951, donde se dedicó a la enseñanza en un internado de niños blancos,debido al racismo de la época.
En sus ratos libres salía a tomar instantáneas en los barrios de la periferia y realizaba trabajos sociales en Natal; además abrió un estudio de fotografía. 
En 1961 empezó a escribir la primera de sus nueve piezas teatrales contra el apartheid, que se representó con el título de Natal. 
Fue encarcelado en la prisión de Pietermaritzburg acusado de ser un político subversivo y un comunista peligroso y 36.000 negativos de sus fotos fueron quemados por la policía. Se salvaron 6.000 que había escondido en casa de unos amigos.
Más tarde fue deportado por actividades antigubernamentales.
De su experiencia en África obtendría la inspiración para escribir sus novelas Reunión tumultuosa y Exhibición impúdica. 
Desde 1963 hasta 1972 trabajó como profesor de Historia en la Universidad de Arte y Tecnología de Cambridge, de donde tomó notas para algunos de sus personajes sobre alumnos necios y brutos.
Abandonó el trabajo, debido al éxito de su primera novela publicada, Reunión tumultuosa (1971) y en 1976, al publicar Wilt, alcanzó ya el éxito total.
En 13 años, entre 1971 y 1984, publicó 11 novelas. Luego vino un parón hasta 1995. 
Recibió el Gran Premio del Humor Negro en 1986.
Contrajo matrimonio con Nancy Anne Looper y fueron padres de cuatro hijas.
Desde 1995 vivió en el pueblo español de Llafranch, en la Costa Brava, donde falleció por complicaciones de una diabetes el 6 de junio de 2013.

## Obra
Su temática es variada, desde los ya mencionados libros inspirados en el apartheid, hasta los que critican el sistema educativo (Wilt y secuelas), el esnobismo de la clase inglesa (Vicios ancestrales y Zafarrancho en Cambridge), el mundillo literario (La gran pesquisa), los extremismos políticos de cualquier tipo, la burocracia y la estupidez en general. 
Sus personajes usan muchas veces un lenguaje vulgar y explícito y practican toda clase de actos sexuales. Otras veces ridiculiza la forma de hablar o de comportarse de determinados grupos sociales. 
Sus obras han sido traducidas a 22 idiomas y ha vendido más de diez millones de ejemplares entre todas. Algunas de ellas (Zafarrancho en Cambridge y El temible Blott) han servido para realizar series para la televisión.
Wilt fue llevada al cine en 1989 por Michael Tuchner. En 2012 se estrenó su adaptación teatral al español con libreto de José Antonio Vitoria y Garbi Losada y dirección de este último, con el título de Wilt. El crimen de la muñeca hinchable, y fue tan del gusto de Sharpe que incluso acudió a la presentación de la función ante los medios.

## Libros publicados en español
Serie Piemburgo, Sudáfrica
- Reunión tumultuosa (Riotous Assembly, 1971)
- Exhibición impúdica (Indecent Exposure, 1973)

Serie de Porterhouse Blue
- Zafarrancho en Cambridge (Porterhouse Blue, 1974)
- Becas flacas (Grantchester Grind, 1995)

Serie de Henry Wilt
- Wilt (Wilt, 1976)
- Las tribulaciones de Wilt (The Wilt Alternative, 1979)
- ¡Ánimo Wilt! (Wilt On High, 1984)
- Wilt no se aclara (Wilt in Nowhere, 2004)
- La herencia de Wilt (The Wilt Inheritance, 2009)

Otras novelas
- El temible Blott (Blott on the Landscape, 1975)
- La gran pesquisa (The Great Pursuit, 1977)
- El bastardo recalcitrante (The Throwback, 1978)
- Vicios ancestrales (Ancestral Vices, 1980)
- Una dama en apuros (Vintage Stuff, 1982)
- Lo peor de cada casa (The Midden, 1996)
- Los Grope (The Gropes, 2009)

En coautoría
- Wilt soy yo: conversaciones con Tom Sharpe, 2002, con: Llátzer Moix

Novela gráfica
- Wilt 1, 1994, guion y adaptación: André-Paul Duchateau e ilustraciones de Yves Urbain
- Wilt 2, 1994, guion y adaptación: André-Paul Duchateau e ilustraciones de Yves Urbain